# Lee Sang-il
Lee Sang-il (japanisch 李 相日 Ri San’iru; * 6. Januar 1974 in Niigata, Japan) ist ein japanischer Regisseur koreanischer Herkunft.
Nach einem Studium an der Kanagawa-Universität absolvierte er die Japanische Filmakademie. Sein Abschlussfilm an dieser trug den Titel Ao – Chong und wurde auf dem Pia Film Festival mit dem Hauptpreis ausgezeichnet. Mit der Unterstützung dieses Filmfestivals folgte 2002 sein erster Spielfilm Border Line. Dieser widmet sich, wie schon Ao – Chong, der Identität der koreanischen Minderheit in Japan.
Mit 69 sixty nine aus dem Jahr 2004 verfilmte er einen autobiografischen Roman von Ryū Murakami. Dies war sein erstes Werk für ein großes Studio (Tōei). Nach dem Drama Scrap Heaven (2005) kam schließlich 2006 sein Film Hula Girls heraus, in dem junge Frauen versuchen, ihre Stadt wiederzubeleben und Tourismus anzukurbeln, indem sie Hawaii nachstellen. Der Film wurde mit zahlreichen Auszeichnungen prämiert und brachte Lee zwei Japanese Academy Awards und einen Kinema-Jumpō-Preis ein. Noch erfolgreicher bei den Japanese Academy Awards war sein nächster Film Villain (2010), der von seinen neun Nominierungen fünf gewinnen konnte.

## Filmografie
- 2000: Ao – Chong (青〜chong〜)
- 2002: Border Line
- 2004: 69 sixty nine
- 2005: Scrap Heaven (スクラップ・ヘブン, sukurappu hebun)
- 2006: Hula Girls (フラガール, hura gāru)
- 2010: Villain (悪人, Akunin)
- 2013: The Unforgiven (許されざる者, Yurusarezaru Mono)